# Helene D. Gayle

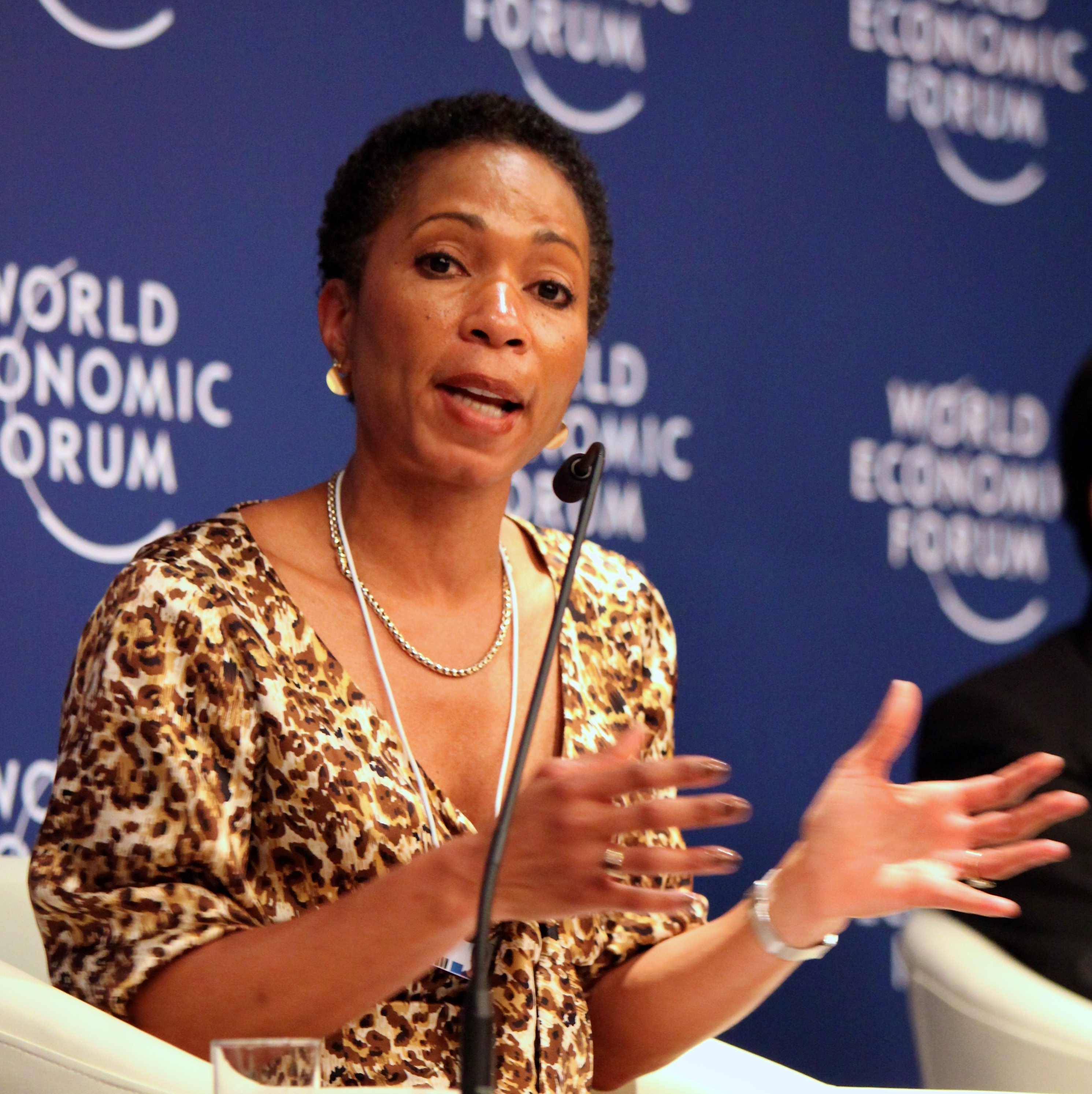
Helene D. Gayle (2012)

Helene D. Gayle (* 16. August 1955 in Chicago, Illinois) ist eine US-amerikanische Ärztin und Geschäftsführerin des Chicago Community Trust, einer der führenden Gemeindestiftungen des Landes. Der Trust arbeitet mit Spendern, gemeinnützigen Organisationen, Gemeindeleitern und Anwohnern zusammen, um philanthropische Bemühungen zu leiten und zu inspirieren, die die Lebensqualität der Bewohner der Region Chicago verbessern.
Von 2006 bis 2015 war sie Präsidentin und CEO der McKinsey Social Initiative (jetzt McKinsey.org) und der humanitären Organisation CARE. Gayle leitete zuvor das Programm gegen HIV, TB und für reproduktive Gesundheit bei der Bill & Melinda Gates Foundation und verbrachte 20 Jahre in den Centers for Disease Control and Prevention (CDC) mit Schwerpunkt auf HIV/AIDS. Gayle war auch Vorsitzende des Präsidialbeirats der Regierung Obama. Sie wurde als eine der besten weiblichen Führerinnen und globalen Denkerinnen der Welt bezeichnet. Sie wurde von Forbes auch als eine der 100 mächtigsten Frauen der Welt gelistet.
2020 wurde Gayle in die American Academy of Arts and Sciences gewählt.